# Isolation Drills
| Recensione     | Giudizio |
| -------------- | -------- |
| Piero Scaruffi | [ 1 ]    |

Isolation Drills è il 13° album in studio del gruppo musicale statunitense Guided by Voices, pubblicato nel 2001.

## Tracce
1. Fair Touching – 3:07
2. Skills Like This – 2:47
3. Chasing Heather Crazy – 2:53
4. Frostman – 0:55
5. Twilight Campfighter – 3:07
6. Sister, I Need Wine – 1:40
7. Want One – 1:48
8. The Enemy – 4:53
9. Unspirited – 2:25
10. Glad Girls – 3:49
11. Run Wild – 3:48
12. Pivotal Film – 3:10
13. How's My Drinking – 2:38
14. The Brides Have Hit Glass – 2:51
15. Fine to See You – 3:16
16. Privately – 4:05